# Bykoš
Obec Bykoš se nachází v okrese Beroun v Středočeském kraji, zhruba 9 km jižně od Berouna. Žije zde 251 obyvatel.

## Historie
První písemná zmínka o sídle pochází z roku 1170, kdy Časta, syn královského komořího Vojslava, věnoval ves Bykoš (villam Bikkos) kapli sv. Václava ve svatovítském chrámu.

### Územněsprávní začlenění
Dějiny územněsprávního začleňování zahrnují období od roku 1850 do současnosti. V chronologickém přehledu je uvedena územně administrativní příslušnost obce v roce, kdy ke změně došlo:
- 1850 země česká, kraj Praha, politický okres Smíchov, soudní okres Beroun[5]
- 1855 země česká, kraj Praha, soudní okres Beroun
- 1868 země česká, politický okres Hořovice, soudní okres Beroun
- 1936 země česká, politický i soudní okres Beroun[6]
- 1939 země česká, Oberlandrat Kolín, politický i soudní okres Beroun[7]
- 1942 země česká, Oberlandrat Praha, politický i soudní okres Beroun[8]
- 1945 země česká, správní i soudní okres Beroun[9]
- 1949 Pražský kraj, okres Beroun[10]
- 1960 Středočeský kraj, okres Beroun
- 2003 Středočeský kraj, okres Beroun, obec s rozšířenou působností Beroun

### Rok 1932
Ve vsi Bykoš (495 obyvatel, katol. kostel) byly v roce 1932 evidovány tyto živnosti a obchody: obchod s cukrovinkami, 2 hostince, kolář, kovář, krejčí, 2 obuvníci, obchod s lahvovým pivem, 2 rolníci, řezník, 3 obchody se smíšeným zbožím, 2 trafiky, truhlář.

## Doprava
Dopravní síť
- Pozemní komunikace – Do obce vedou silnice III. třídy.

- Železnice – Železniční trať ani stanice na území obce nejsou.

Veřejná doprava 2011
- Autobusová doprava – Z obce vedly autobusové linky např. do těchto cílů: Beroun, Hostomice, Jince, Libomyšl, Příbram, Suchomasty (dopravce PROBO BUS, a. s.).

## Galerie

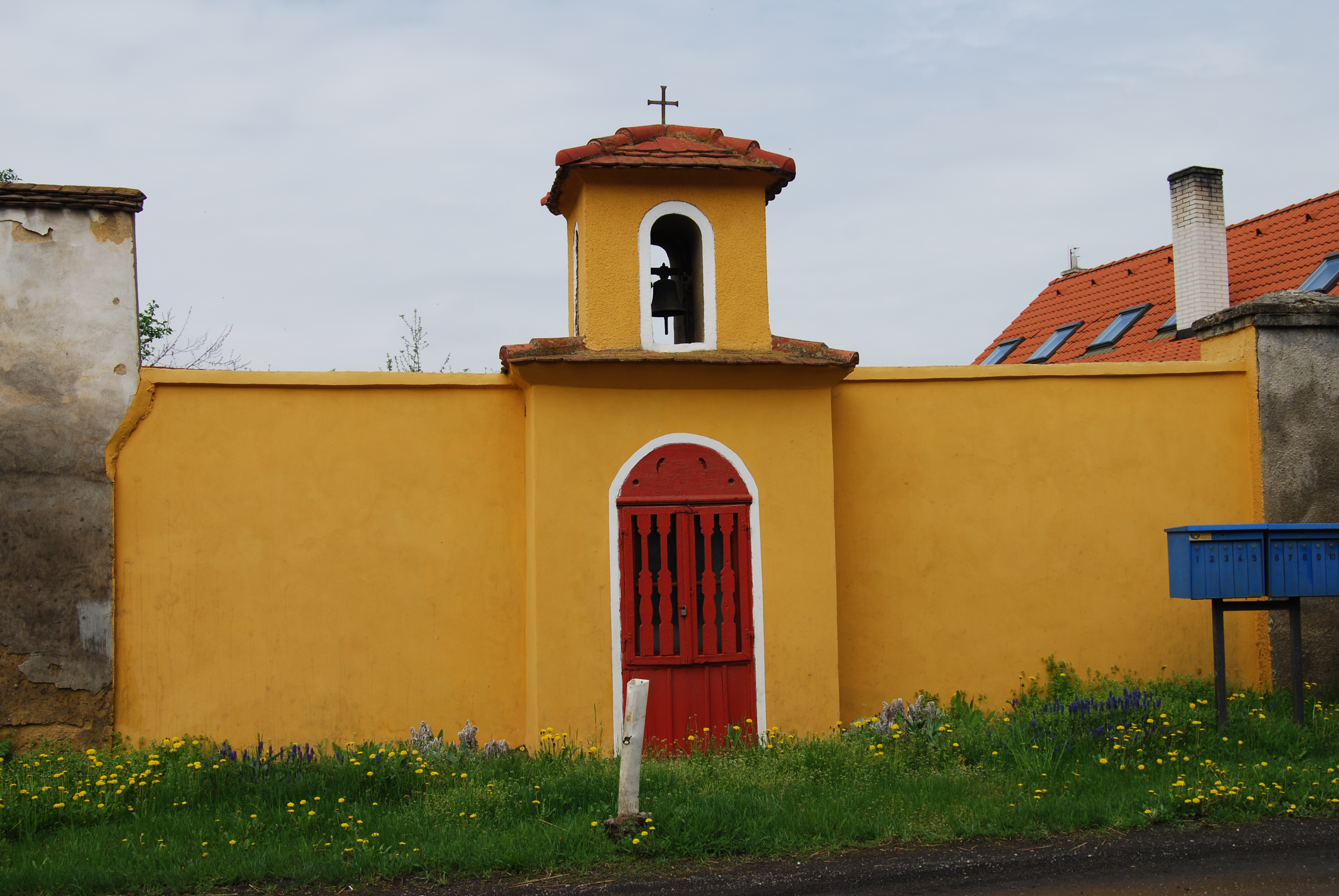
Zvonice v obci
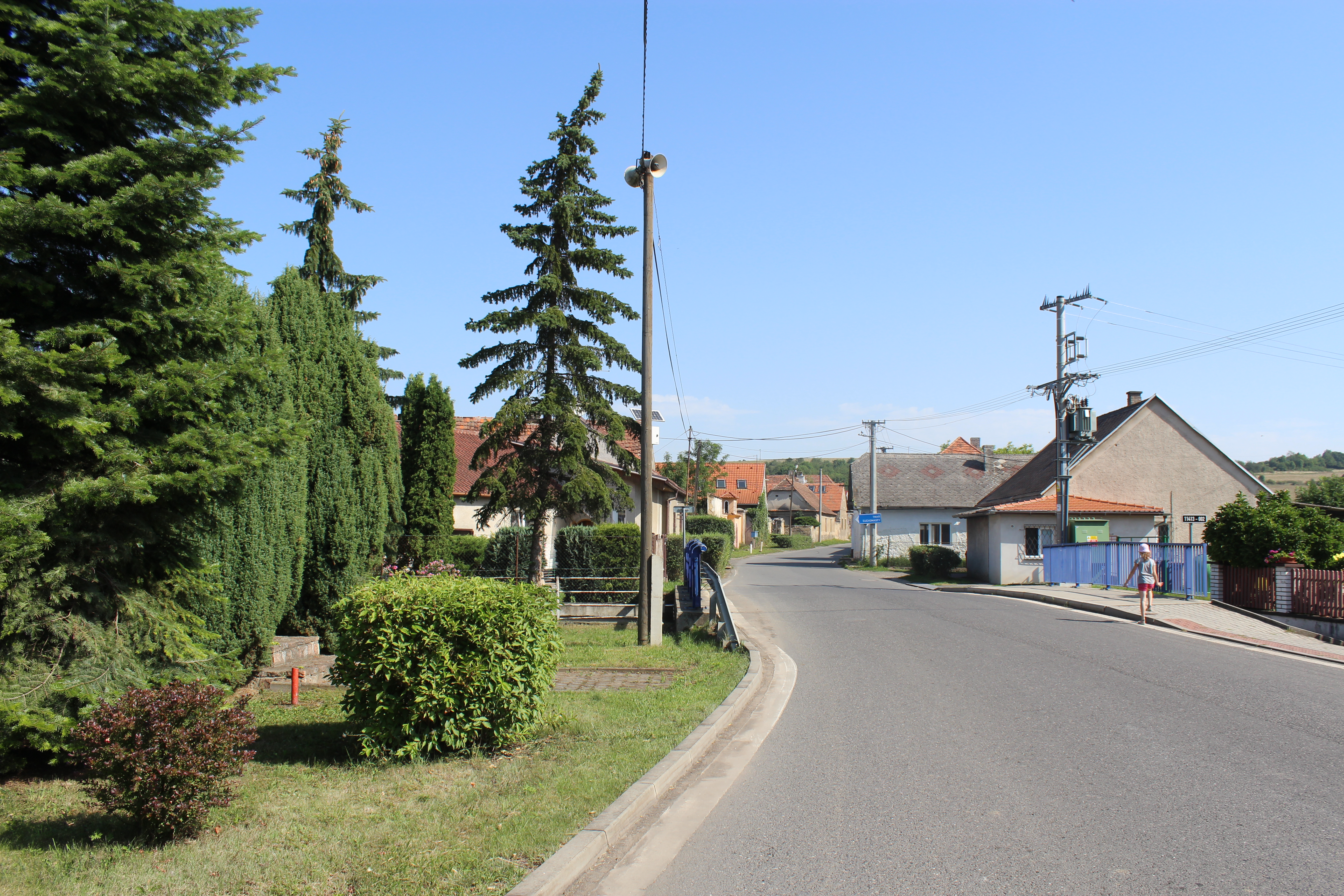
Obecní úřad a parčík u pomníku padlých
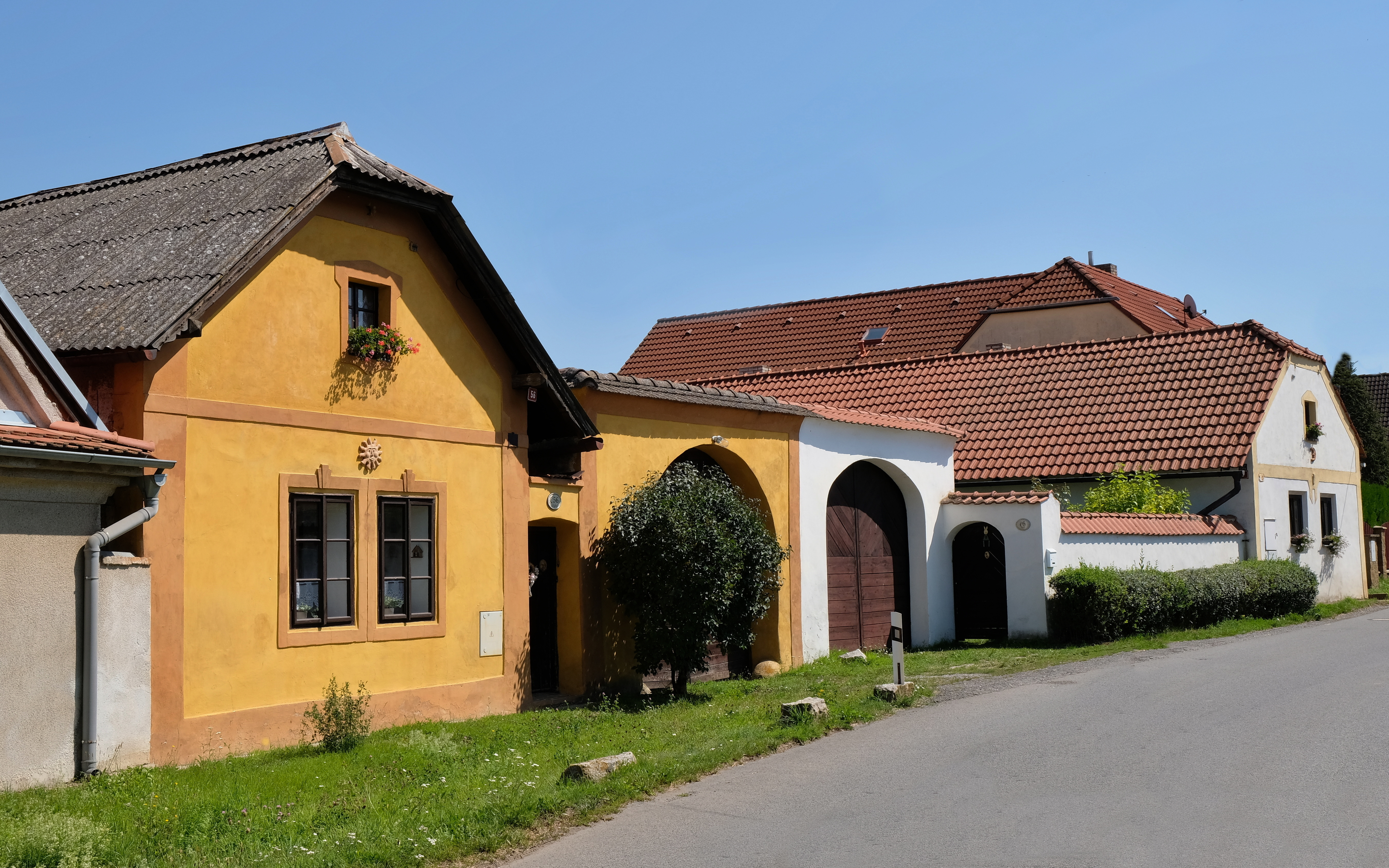
Pohled v ulici
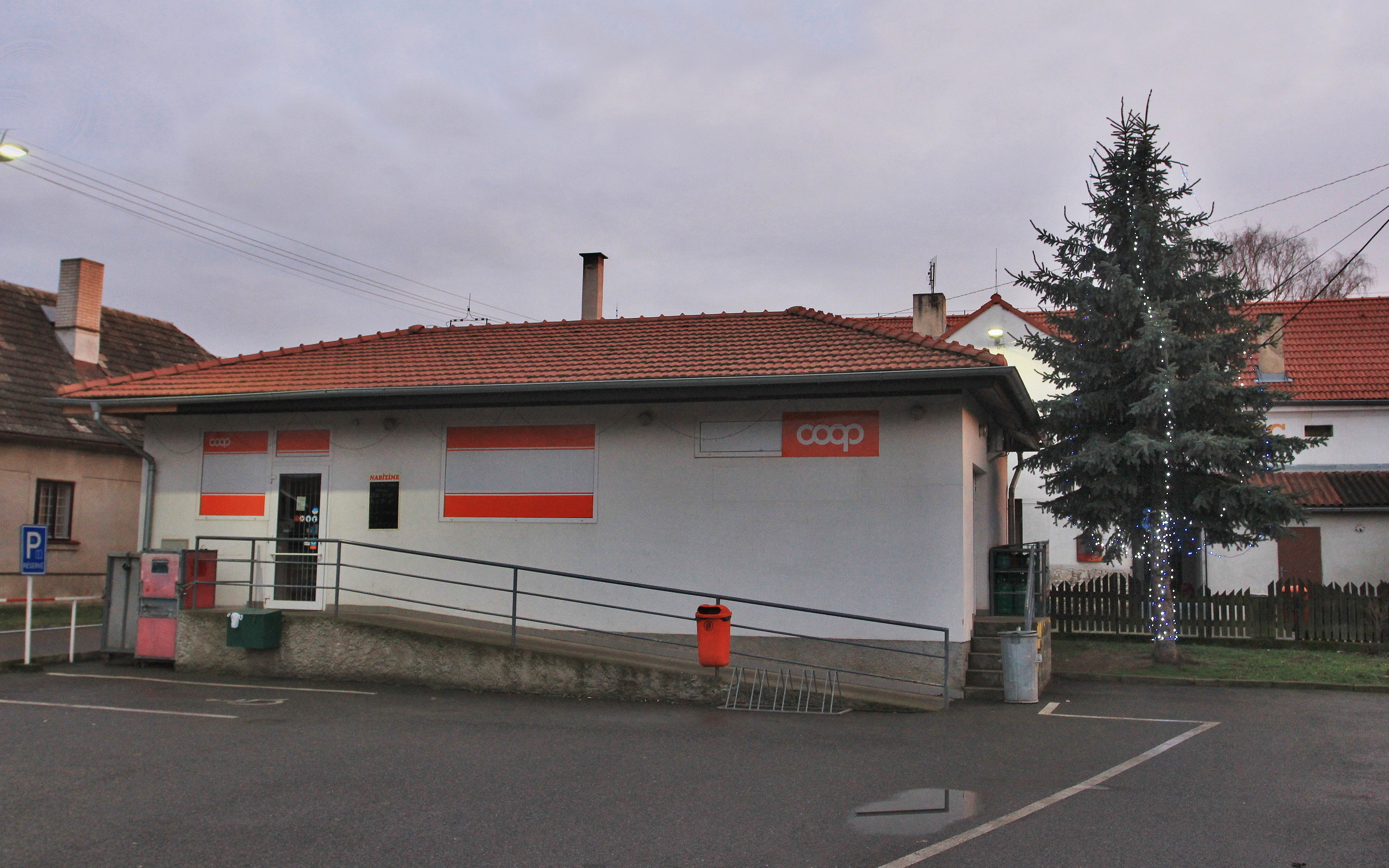
Místní obchod
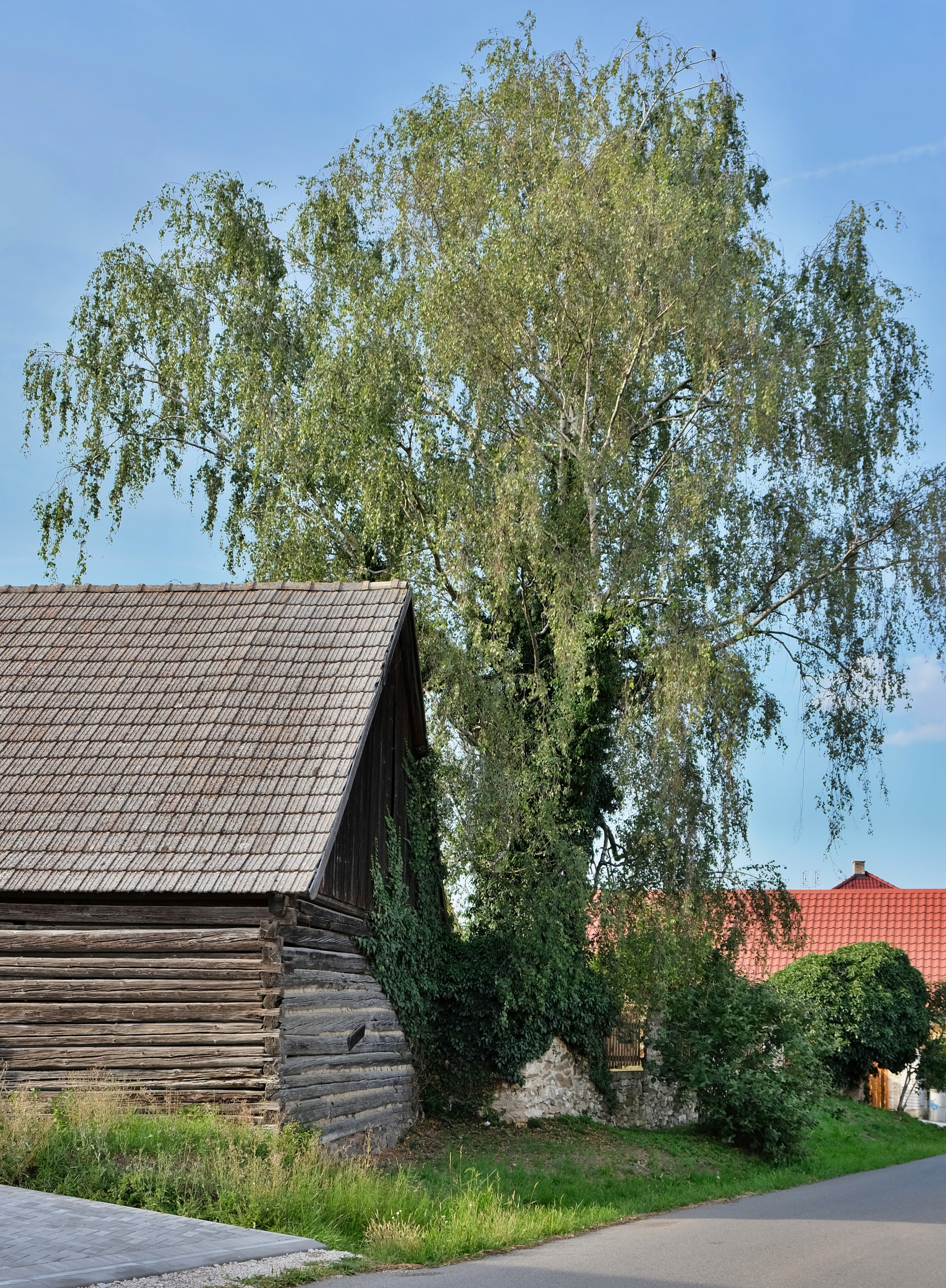
Historická stodola